# アレクサ・レイ・ジョエル
アレクサ・レイ・ジョエル（Alexa Ray Joel、1985年12月29日 - ) は、アメリカ合衆国のシンガーソングライター、ピアニスト。父はシンガーソングライターのビリー・ジョエルで、母はモデルのクリスティ・ブリンクリー。

## 来歴
1985年12月29日、ニューヨーク市マンハッタンでビリー・ジョエルとクリスティ・ブリンクリーの娘として生まれる。ミドルネームのレイは、父ビリーのお気に入りの歌手であるレイ・チャールズに由来。
11歳の時にクラシックピアノのレッスンを受け始め、17歳の時にバークリー音楽大学で行われたワークショップに参加。高校卒業後にニューヨーク大学に入学するも、間もなくしてミュージシャンとしてのキャリアに集中するために休学。バンドを結成し、19歳の時に初のギグを行う。
2006年に6曲入りのEP『Sketches』を発売。
2009年12月、睡眠薬を大量に服用して救急搬送される。当時の恋人との別れによりパニックに陥ったことが原因であると明かしており、アレクサはその後自身と同じような立場や経験をしている女性を助けたいと考えたことから復学。
2015年10月9日、ニューヨーク・アイランダースのバークレイズ・センターでの初試合前の国歌斉唱を務める。
2019年12月11日、ニューヨークのマディソン・スクエア・ガーデンで行われたビリーのレジデンシー公演に出演し、「ホワイト・クリスマス」で共演。

## ディスコグラフィ
EP
- Sketches（2006年8月、Audio Bee）

シングル
- For All My Days（2008年1月、Audio Bee）
- Invisible（2009年10月）
- Notice Me（2008年1月、Audio Bee、OCD Music Group/The Hang Productions、ARJ Music）
- All I Can Do Is Love（2011年8月1日、ARJ Music）
- Beg You to Stay（2011年11月8日、ARJ Music）
- Just the Way You Are（2013年9月16日）